# 米尔斯伯勒 (特拉华州)
米尔斯伯勒（英語：Millsboro），是美国特拉华州苏塞克斯县（Sussex）下属的一座城镇，面积为15.75平方公里，其中15.12平方公里为陆地，其余均为水域。2011年的数据显示该地有人口3,942人。论人口在本州排行第11。